# Nero a metà (serie televisiva)
Nero a metà è una serie televisiva italiana trasmessa in prima serata su Rai 1 dal 19 novembre 2018 al 9 maggio 2022.

## Trama
L'ispettore Carlo Guerrieri del commissariato del Rione Monti nelle sue indagini è affiancato dal ventottenne Malik Soprani, un vice ispettore appena diplomato all'accademia, e dalla figlia Alba, preparato medico legale dell’Istituto di Medicina legale guidato dalla sua mentore Giovanna Di Castro. Malik è originario della Costa d'Avorio, è stato adottato da Alice e così è cresciuto e ha studiato in Italia divenendo cittadino italiano. La sua presenza porterà scompiglio all'interno del commissariato e per lui Alba proverà forti sentimenti, nonostante sia fidanzata con Riccardo con il quale è appena andata a convivere. 
Carlo viene dalla strada, non ha fatto una grande carriera, è testardo e ribelle ma molto protettivo con la figlia che ha cresciuto da solo (è rimasto vedovo di Clara quando Alba aveva un anno e da anni è amante dell'edicolante Cristina), mentre il giovane collega è ambizioso e brillante e i due dovranno per forza di cose andare d'accordo.
La squadra è completata da: Mario Muzo, sovrintendente capo originario di Napoli e molto amico di Carlo, Cinzia Repola, sovrintendente che essendo incinta è relegata a ruoli di ufficio, Marco Cantabella, giovane agente scelto molto disponibile e compagno di accademia di Malik e Micaela Carta, affascinante dirigente della Squadra Mobile che ha preso il posto di Santagata.

## Episodi
| Stagione         | Episodi | Prima TV |
| ---------------- | ------- | -------- |
| Prima stagione   | 12      | 2018     |
| Seconda stagione | 12      | 2020     |
| Terza stagione   | 12      | 2022     |

## Personaggi e interpreti

### Personaggi principali
- Carlo Guerrieri (stagioni 1-3), interpretato da Claudio Amendola. Ispettore ben voluto dalla sua squadra, ha dovuto crescere da solo la figlia Alba in seguito all'abbandono della moglie Clara. È un uomo deciso e introverso incline a piegare le regole, ragion per cui ha spesso dei contrasti con i suoi superiori. È dotato di una spiccata sensibilità che gli permette di capire al volo le persone. Verrà incriminato per la morte di Bosca, spacciatore con cui la moglie lo tradiva, ma grazie agli sforzi congiunti di Malik, Muzo, Marco e Cinzia verrà scagionato in quanto ad assassinare Bosca era stata proprio la moglie Clara. Otterrà la promozione a commissario. Si risposerà con Cristina, ma il loro matrimonio durerà poco, dato che Carlo la lascerà per Marta, sua collega della quale si innamorerà. Carlo, dopo aver aiutato Marta ad arrestare l'assassino del figlio, si separerà da lei.
- Malik Soprani (stagioni 1-3), interpretato da Miguel Gobbo Diaz. Vice ispettore (dalla seconda stagione ispettore superiore) originario della Costa d'Avorio, è rimasto orfano quando la sua famiglia è morta nel naufragio del barcone che li portava in Italia. Spigliato, intelligente e inappuntabile, lavora sempre con professionalità e distacco, crede solo nei fatti e nella razionalità, ragion per cui dà spesso l'impressione di essere poco sensibile. Riscuote molto successo con le donne, ma alla fine si innamorerà di Alba, con la quale avrà una storia burrascosa, anche se poi inizierà una relazione con Monica, grazie al suo aiuto adotta un bambino di nome Alex a cui si affeziona, sebbene Monica decida di lasciarlo.
- Mario Muzo (stagioni 1-2, guest 3), interpretato da Fortunato Cerlino. Sovrintendente capo, è il classico burbero dal carattere difficile. Lui e Malik spesso hanno dei contrasti, sebbene riconosca le buone capacità del suo giovane collega. Soffre di attacchi di panico, argomento di cui non parla molto volentieri. Carlo è praticamente il suo unico amico, tra l'altro Carlo si fida ciecamente di lui. È sposato con Olga, affascinante collega molto più giovane di lui, anche se poi diventerà vedovo, infatti verrà uccisa dal criminale Leonardo Sfera, che cercava una vendetta contro Muzo il quale lo aveva arrestato per un crimine di cui non era colpevole. Lascia il commissariato avvertendo l'esigenza di allontanarsi dal lavoro per ritrovare un po' di serenità.
- Alba Guerrieri (stagioni 1-3), interpretata da Rosa Diletta Rossi. È la figlia di Carlo, lavora all'Istituto di Medicina legale, è una ragazza intelligente e passionale. Fin dal suo primo incontro con Malik, i due si innamoreranno perdutamente l'uno dell'altra, tanto che la ragazza lascerà il suo fidanzato Riccardo per lui. Alba e Carlo sono molto legati, suo padre infatti farebbe di tutto pur di proteggerla. Ha avuto varie relazioni con Riccardo e Enea, ma è solo Malik l'unico che ama sebbene per via della mancanza di fiducia nei confronti dell'uomo non riesca a trovare il coraggio di stare con lui.
- Marco Cantabella (stagioni 1-3), interpretato da Alessandro Sperduti. Agente scelto e vecchio amico di Malik, i due si conoscono dai tempi dell'accademia. È un ragazzo gentile ma un po' insicuro, in apparenza sembra una persona docile ma in realtà è ambizioso e orgoglioso, ciò che più vuole è mettersi alla prova. Nonostante sia fidanzato, ha occhi solo per Cinzia, con la quale inizia una relazione dopo aver lasciato la sua ragazza. I due si sposeranno, dopo che Cinzia scoprirà di aspettare un bambino da Marco.
- Cinzia Repola (stagioni 1-3), interpretata da Margherita Vicario. Sovrintendente che è rimasta incinta dopo aver avuto una relazione con un suo collega sposato, Matteo Lisi. Quest'ultimo non ha voluto assumersi le sue responsabilità di padre. È una ragazza comprensiva, dolce e gentile. Lei e Cantabella si innamoreranno. Darà alla luce una bambina, Emma, e successivamente scoprirà di aspettare un altro bambino dal suo compagno Marco; infine i due si sposeranno.
- Alice Soprani (stagione 1), interpretata da Sandra Ceccarelli. È la madre adottiva di Malik, gestisce un centro per ragazzi immigrati. Lei e suo figlio si vogliono molto bene, Malik è solito confidarsi con lei nei momenti difficili vedendola come una guida morale.
- Cristina Regelli (stagioni 1-2, guest 3), interpretata da Alessia Barela. È la seconda moglie di Carlo, lavora come edicolante. Poco dopo le nozze, Carlo la tradirà con Marta e deciderà di lasciarla avendo capito che, pur volendole bene, quello che prova per lei non è amore. Dopo alcuni mesi, poco prima di firmare le carte del divorzio, i due si riavvicinano.
- Micaela Carta (stagioni 1-2), interpretata da Antonia Liskova. È la nuova dirigente della Squadra Mobile, prendendo il posto di Santagata che è andato in pensione. Non guarda in faccia nessuno ed è pronta a tutto pur di ottenere ciò che vuole. Lei e Malik erano amanti, sebbene Soprani in seguito perderà ogni interesse per lei dopo essersi innamorato di Alba. Infatti Micaela tradisce alle volte una certa invidia nei confronti della ragazza. Quando verrà trasferita Carlo prenderà il suo posto.
- Giovanna Di Castro (stagioni 1-3), interpretata da Angela Finocchiaro. Medico legale e mentore di Alba, è una donna brillante ma piuttosto eccentrica, non parla mai per mezzi termini, anche per questo mette gli altri in difficoltà. Sotto molti aspetti è una persona antipatica, cosa di cui sembra anche vantarsi, ma tiene ad Alba e per lei rappresenta una sorta di confidente.
- Marta Moselli (stagione 2), interpretata da Nicole Grimaudo. Lavora in polizia nella sezione videosorveglianza, ha un figlio di nome Paolo, anche lui poliziotto. Per un po' di tempo si è trasferita a Napoli, anche se poi tornerà a Roma per tutelare gli interessi di Paolo dopo che quest'ultimo si era messo nei guai con la legge. Paolo verrà ucciso da Leonardo Sfera, il quale voleva vendicarsi di Marta e Muzo che lo avevano incriminato per omicidio benché fosse innocente. Lei e Carlo si innamoreranno, tanto che lui deciderà di lasciare la moglie Cristina. Marta, dopo aver trovato Sfera, cercherà di ucciderlo venendo tuttavia fermata da Carlo, limitandosi solo ad arrestarlo. Lascerà Roma per tornare a Napoli.
- Lorenzo Bragadin (stagione 3), interpretato da Gianluca Gobbi. È il sovrintendente scelto arrivato da Brescia per sostituire Muzo. È un uomo solitario che agisce quasi sempre di sua iniziativa cosa che tutti trovano fastidiosa, ma è comunque un ottimo investigatore, specializzato anche in informatica. Per sua stessa ammissione odia le pistole.
- Giulia Trevi (stagione 3), interpretata da Giorgia Salari. È il commissario della narcotici che collabora con Carlo, si presenta come una donna antipatica, ma in realtà è una persona gentile e disponibile, anche se un po' sfacciata. Lei e Carlo diventano amanti.
- Elisa Cori (stagione 3), interpretata da Caterina Guzzanti. È il nuovo capo della scientifica trasferitasi da Brescia a Roma per stare insieme al suo compagno Bragadin. È quasi sempre di buon umore, è una donna gentile e simpatica, ma anche sbadata e maldestra, anche per questo al suo arrivo a Roma i suoi colleghi hanno faticato ad adattarsi a lei.

### Personaggi secondari
- Elia Santagata (stagione 1), interpretato da Roberto Citran. Ex dirigente della Squadra Mobile ormai in pensione e vecchio amico di Carlo che stima molto. Verrà arrestato, colpevole di essere stato complice di Bosca e Clara: infatti Santagata quando era un umile ufficiale di polizia rubava droga dai deposito giudiziari e la forniva a Bosca, e in cambio Clara gli dava i nomi di altri spacciatori e di funzionari corrotti, permettendo a Santagata di fare carriera. Sarà lui a rivelare a Carlo che era stata Clara a uccidere Bosca e che è ancora viva.
- Riccardo (stagione 1), interpretato da Giulio Cristini. È un avvocato nonché fidanzato di Alba. Lei lo tradisce con Malik, decidendo poi di lasciare Riccardo; infatti pur tenendo a lui, non lo ama.
- Clara Soldani (stagioni 1-3), interpretata da Margherita Laterza. È la prima moglie di Carlo e madre di Alba, ritenuta defunta, in realtà era solo fuggita per evitare di essere arrestata, colpevole di aver ucciso il suo amante con cui tradiva il marito. Si è risposata con Bruno, dal quale ha avuto un'altra figlia, Alice. Carlo, dopo tanti anni, ormai ha una bassissima considerazione di lei. Alla fine della seconda stagione decide di costituirsi mentre nella terza stagione scompare e, in seguito, viene uccisa da Marzia, compagna di Pugliani.
- Ottavia Danti (stagione 1-in corso), interpretata da Daphne Scoccia. È l'informatrice di Carlo ed è una giovane madre single; si è sempre rivelata un'ottima risorsa per Carlo dato che sa come muoversi nell'ambiente della malavita. Carlo essendo affezionato a lei cerca sempre in tutti i modi di tenerla fuori dai guai.
- Matteo Lisi (stagione 1-in corso), interpretato da Valerio Di Benedetto. Agente di polizia, tradirà sua moglie con Cinzia, mettendola incinta di Emma. Anche se all'inizio non voleva avere nulla a che fare con la bambina, deciderà in seguito di entrare nella sua vita, anche quando Cinzia sposerà Marco. Nonostante gli alti e bassi, alla fine Marco e Cinzia accetteranno di renderlo partecipe della vita di Emma.
- Olga Sarteani (stagioni 1-2), interpretata da Caterina Shulha. È la moglie di Muzo, lavora nella polizia, nella sezione postale, è in buoni rapporti di amicizia sia con Malik che con Carlo. Quello tra Olga e Muzo è sempre stato un matrimonio infelice, infatti anche se si sono amati profondamente, Muzo è sempre stato incapace di tenere a freno la sua gelosia. Olga verrà uccisa da Leonardo Sfera, inoltre in seguito al decesso si apprenderà che Olga era incinta.
- Monica Porta (stagioni 2-3), interpretata da Claudia Vismara. È una psicologa che diventa la nuova compagna di Malik. Quest'ultimo la tradisce con Alba e sebbene sia pentito di ciò che ha fatto, pronto a chiudere con Alba pur di stare con Monica, proprio lei lo lascia avendo capito che non ricambierà mai pienamente il suo amore.
- Enea Chiesa (stagione 2), interpretato da Eugenio Franceschini. È uno specializzando di medicina legale, e nuovo assistente di Alba; tra i due scatta subito la scintilla e nonostante lei sia ancora innamorata di Malik, intraprenderà una breve relazione con Alba.
- Carlo Monaschi (stagione 2), interpretato da Emiliano Coltorti. È il dirigente della Squadra Mobile.
- Giacomo Nusco (stagione 2), interpretato da Renato Marchetti. È un collega di Guerrieri.
- Carlo Benzi (stagione 2, guest 3), interpretato da Augusto Fornari. È il commissario della scientifica prima dell’arrivo di Elisa Cori.
- Questore (stagione 2, guest 3), interpretato da David Sebasti. È anche l'ex marito di Micaela Carta.
- Bruno Levani (stagione 3), interpretato da Fabien Lucciarini. È il secondo marito di Clara, dalla quale ha avuto una figlia, Alice. Pur essendo un uomo affabile e gentile, ha poca pazienza con sua figlia
- Alice Levani (stagioni 2-3), interpretata da Isabella Lo Guzzo (stagione 2) e Sabrina Martina (stagione 3). È la figlia di Clara e Bruno nonché sorellastra di Alba. Ragazza ribelle e trasgressiva, Carlo e Alba si affezionano velocemente a lei.
- Spartaco Mattei (stagione 3-in corso), interpretata da Eduardo Valdarnini. È un indisciplinato agente della Narcotici.
- Ciro Santillo (stagione 3-in corso), interpretato da Adriano Pantaleo. È un simpatico, ma pasticcione, agente del commissariato Monti.
- Federico Viessi (stagione 3), interpretato da Luca Cesa. È l'educatore del carcere di Rebibbia che aiuta Alba a scoprire la verità sulla scomparsa della madre. In realtà lavora per Pugliani, coinvolto pure lui nella morte di Clara, venendo arrestato da Carlo e Malik.
- Alfio Pugliani (stagione 3), interpretato da Maurizio Tesei. È un losco personaggio che ha un vasto giro di spaccio secondo quanto appurato dalla Trevi e che gestisce il “Night Owl”, un locale notturno della Roma bene. Ha a che fare con la scomparsa di Clara Soldani che poi fa uccidere dalla compagna Marzia. Carlo riesce ad arrestarlo.
- Marzia (stagione 3), interpretata da Federica Flavoni. È la compagna di Alfio Pugliani, viene arrestata insieme a lui colpevole di aver ucciso Clara.
- Pietro Vanelli (stagione 3), interpretato da Michele Botrugno. È un collaboratore di Elisa Cori alla scientifica.

## Luoghi delle riprese
La serie è ambientata ed è stata girata interamente a Roma, tra il Rione Monti (sede del Commissariato), il Rione Esquilino, il centro storico e vari quartieri periferici abitati anche da numerose comunità di immigrati. Molte scene come le ambientazioni mediche, il centro di medicina legale e dei laboratori della scientifica sono state girate presso l'Istituto nazionale per le malattie infettive Lazzaro Spallanzani e il Policlinico Casilino.

## Produzione
La serie è co-prodotta da Rai Fiction e Cattleya, in collaborazione con Netflix. Visti gli ottimi ascolti, è stata confermata la produzione di una seconda stagione che è andata in onda nel settembre 2020. La serie ha ottenuto in seguito un ulteriore rinnovo per una terza stagione, i cui episodi sono stati trasmessi su Rai 1 a partire dal 4 aprile 2022. Nonostante sembrasse che la serie fosse stata confermata anche per la quarta stagione, in seguito ad ulteriori impegni presi da diversi membri del cast principale, la decisione è stata annullata.